# Kinga Burza
Kinga Burza (ur. 29 września 1980 w Krakowie) – australijska reżyserka teledysków pochodzenia polskiego.

## Życiorys
W 1981 wyjechała wraz z rodzicami do Australii. Dorastała w Melbourne i Sydney. Uzyskała tytuł Bachelor of Arts na Uniwersytecie Nowej Południowej Walii. Następnie rozpoczęła studia na Uniwersytecie Technologicznym w Sydney, na kierunku teatru i filmu. W trakcie studiów zrealizowała swoje pierwsze teledyski, będące ilustracją dla piosenek jej ówczesnego partnera, Jacka Laddera.
W 2005 roku przeniosła się do Londynu. Tam rozpoczęła się jej reżyserska kariera. Podpisała kontrakt z agencją producencką Partizan, co otworzyło jej drzwi do produkcji teledysków dla bardziej znanych muzyków.
W latach 2005–2008 tworzyła teledyski dla takich artystów jak: Calvin Harris, Kate Nash, Ladyhawke, James Blunt, Marina and the Diamonds czy Katy Perry.
W 2008 za teledysk do piosenki Kate Nash – Foundations, zdobyła nagrodę UK Music Video Awards w kategorii popowy teledysk roku oraz nagrodę Young Gun w kategorii reżyserii teledysku. Kolejnymi teledyskami, które odniosły sukces w mediach, stały się jej produkcje z wokalistką La Roux.
W 2018 roku, po dwóch latach od teledysku do Blow Your Mind Dua Lipy, zrealizowała teledysk do piosenki Queendom w wykonaniu Aurory.

## Wideografia
Źródło: wideografia artystki na stronie wytwórni Partizan
2005
- Jack Ladder – „Up”
- Jack Ladder – „Black Hole Blues”

2006
- M.Craft – „You Are The Music”
- M.Craft – „Sweets”
- Tilly and the Wall – „Sing Songs Along”

2007
- Kate Nash – „Caroline's a Victim”
- The Rakes – „We Danced Together”
- The Teenagers – „Homecoming”
- Kate Nash – „Foundations”
- The Thrills – „Nothing Changes Round Here”
- Calvin Harris – „Merrymaking at My Place”
- Kate Nash – „Mouthwash”
- Kate Nash – „Pumpkin Soup”

2008
- Ladyhawke – „Back of the Van”
- Katy Perry – „I Kissed a Girl”
- James Blunt – „Love, Love, Love”
- Will Young – „Grace”
- La Roux – „Quicksand”

2009
- Noisettes – „Don't Upset the Rhythm (Go Baby Go)”
- La Roux – „In For The Kill”
- Zarif – „Over”
- Girls Can't Catch – „Keep Your Head Up”
- Peaches – „I Feel Cream”
- Marina and the Diamonds – „Hollywood”

2010
- Hole – „Pacific Coast Highway”
- Marina and the Diamonds – „Oh No!”

2011
- The Pierces – „You Will be Mine”
- Patrick Wolf – „The City”
- Mika – „Elle me dit”

2013
- Gabrielle Aplin – „Panic Cord”
- Gabrielle Aplin – „Home”

2014
- Ellie Goulding – „Goodness Gracious”
- Sabrina Carpenter – „Can't Blame a Girl for Trying”

2015
- Lana Del Rey – „Music To Watch Boys To”
- Foxes – „Better Love”
- Chris Lee X PC Music  – „Real Love/Only You”

2016
- Dua Lipa – „Blow Your Mind (Mwah)”

2018
- Aurora – „Queendom”